# ألف كلارك
ألف كلارك (بالإنجليزية: Alf Clarke)‏ (28 أغسطس 1926 في المملكة المتحدة - 1 يناير 1971 في المملكة المتحدة) هو مدرب كرة قدم ولاعب كرة قدم بريطاني (وحمل سابقاً جنسية المملكة المتحدة لبريطانيا العظمى وأيرلندا) في مركز مهاجم داخلي. لعب مع أولدهام أثلتيك ونادي بيرنلي ونادي كرو ألكساندرا ونادي هاليفاكس تاون ونادي ستاليبريدج سيلتيك.